# Scarface (Califòrnia)
Scarface és un àrea no incorporada al Comtat de Modoc de Califòrnia. És a sobre l'antiga línia Bieber de la Great Northern Railway a 14 km (9 milles) al nord-est de White Horse (Califòrnia), a una alçada de 1.338 m (4.390 peus). El seu nom fa honor a Scarface Charley, un dels guerrers de les forces de Captain Jack durant la Guerra Modoc.